# پچگاتلوکای
پچگاتلوکای (به لاتین: Pchegatlukay) یک منطقهٔ مسکونی در روسیه است که در آدیغیه واقع شده‌است.